# Ulica Bolesława Limanowskiego w Radomiu
Ulica Bolesława Limanowskiego – jedna z głównych arterii komunikacyjnych Radomia, przebiegająca przez centrum miasta i kierująca się na południowy zachód.
W okresie wojennym została zniszczona przez oddziały niemieckich wojsk lądowych. Po wojnie wyremontowana. W latach 60. XX wieku gruntownie zmodernizowana. W okresie PRL nosiła imię komunistycznego działacza Feliksa Dzierżyńskiego. Po upadku komunizmu ulica została poszerzona do przekroju dwujezdniowego (po dwa pasy w obie strony) i otrzymała nazwę honorowego obywatela miasta Radomia Bolesława Limanowskiego.

## Przebieg
Ulica w chwili obecnej stanowi dojazd do drogi krajowej nr 12, osiedla Borki oraz wylot z Radomia w kierunku Kowali-Stępociny. Od skrzyżowania z ulicą Maratońską ulica stanowiła niegdyś drogę wojewódzką 744. Ulica Starokrakowska jest przedłużeniem ulicy Limanowskiego w kierunku Kowali-Stępociny. Ciągnie się do skrzyżowania z ulicą Stawową, zaś za nią zmienia nazwę na ul. Krychnowicką.

## Komunikacja
Poszczególnymi odcinkami ulicy kursują autobusy linii: 1, 2, 5, 7, 8 (okresowo), 10, 11, 12, 14, 16, 17, 18. Linia 17 kursuje na całej długości ulicy. Wjeżdża na ulicę od strony ul. Reja na rondzie ks. Kotlarza, jadąc do mostku na Potoku Malczewskim i dalej ulicą Starokrakowską.

## Zabudowa
Zabudowanie wzdłuż ulicy Limanowskiego stanowią głównie kamienice (centrum), wieżowce (os. Borki) oraz domki jednorodzinne (w dalszym ciągu ulicy).

### Obiekty
Wybrane obiekty znajdujące się przy ul. Limanowskiego:
- Zespół Szkół Technicznych im. Tadeusza Kościuszki[2],
- Regionalne Centrum Krwiodawstwa i Krwiolecznictwa (RCKiK)[3],
- Zabytkowe kamienice (niektóre) pod nr 50, 52, 54, 56, 60, 62, 68[potrzebny przypis],
- Dawna siedziba browaru w Radomiu,
- Cmentarz rzymskokatolicki w Radomiu,
- Kościół św. Teresy od Dzieciątka Jezus w Radomiu,
- Osiedle Borki,
- Strefa przemysłowa (magazyny, porty przeładunkowe),
- Miejski Ośrodek Pomocy Społecznej (MOPS),
- Laboratorium Kryminalistyczne Komendy Wojewódzkiej Policji w Radomiu.